# Granhammarsbrännan
Granhammarsbrännan är ett naturreservat i Kungsörs kommun i Västmanlands län.
Området är naturskyddat sedan 1998 och är 160 hektar stort. Reservatet består av myrmark och lövträd som växt om efter en brand i början av 1900-talet.